# 大門通駅
大門通駅（おおもんどおりえき）は、かつて大阪府大阪市西成区にあった南海電気鉄道天王寺支線の駅（廃駅）である。
1945年（昭和20年）に甚大な戦災被害を受け、曳舟駅と共にしばらく放置された後、1949年（昭和24年）に曳舟駅と共に廃止された。
当駅・曳舟駅廃止した翌日に今池町駅が開業し、天王寺支線と平野線や阪堺線との接続が図られた。

## 歴史
- 1931年（昭和06年）8月20日：開業。
- 1945年（昭和20年）3月14日：戦災被害により消失（アメリカ軍による爆撃「第5回大阪大空襲」）。[1]
- 1949年（昭和24年）6月20日：廃止[2]。翌日今池町駅開業[2]。

## 隣の駅
南海電気鉄道
天王寺支線
曳舟駅 - 大門通駅 - 天王寺駅